# Ben Okri

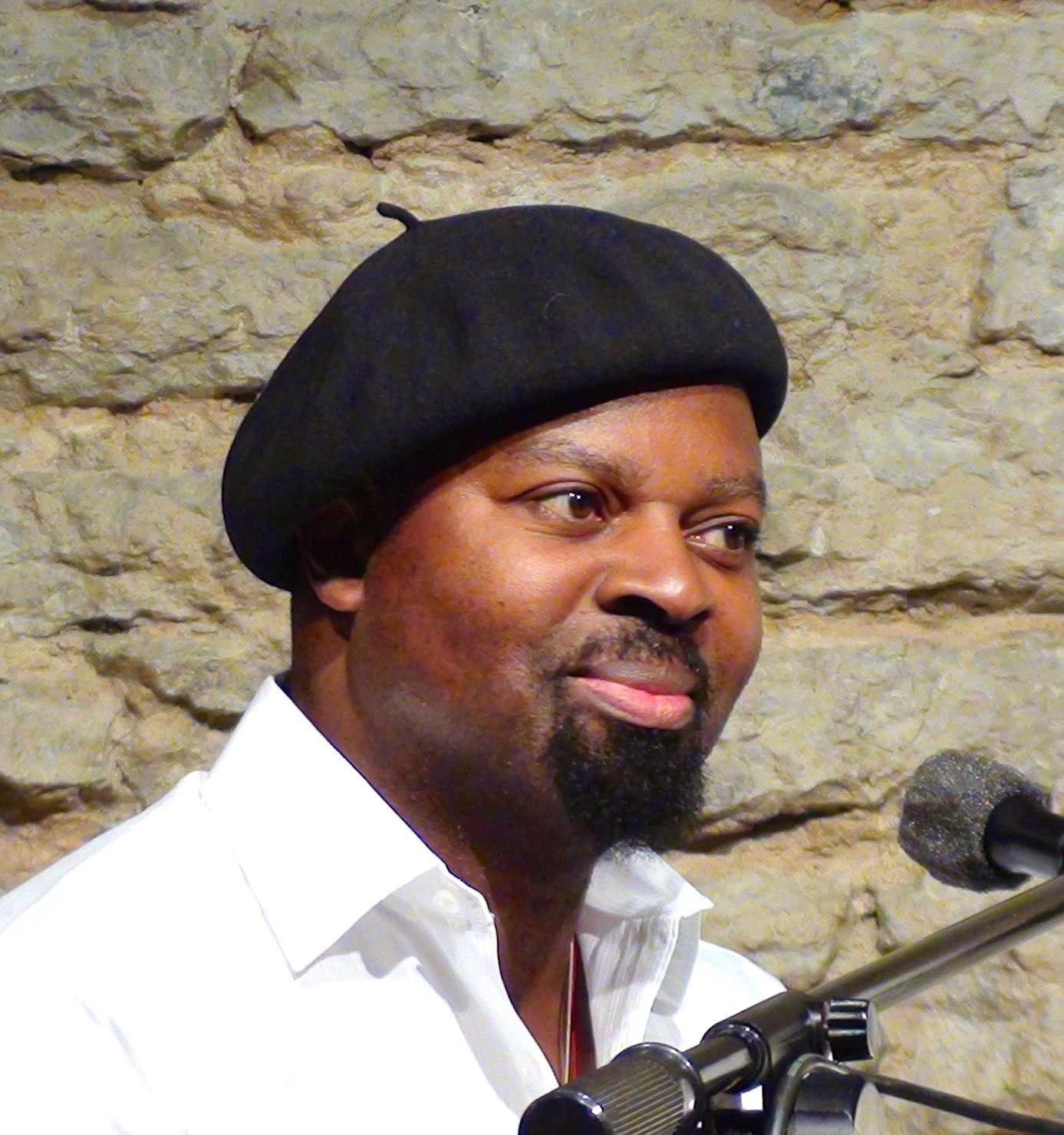
Ben Okri

Ben Okri (Minna, 15 maart 1959) is een Nigeriaans dichter en romanschrijver.

## Biografie
Ben Okri werd op 15 maart 1959 geboren in Minna, Nigeria. Zijn moeder Grace is Ibo, zijn vader Silver is Urhobo. Zijn vader vertrok kort na zijn geboorte naar Engeland om rechten te studeren, het gezin volgde hem kort daarop. Ben Okri brengt zijn vroege jeugd door in Peckham, in Zuid-Londen. Als Okri zeven jaar is, keert het gezin terug naar Nigeria. Okri's jeugd wordt overschaduwd door de Biafra-oorlog.
Ben Okri herinnert zich heel duidelijk hoe hij op 14-jarige leeftijd begon met schrijven:
On this particular day, it rained, and this day changed my life. Everybody was out and I was in, alone. I was sitting in the living room and I took out a piece of paper and drew what was on the mantelpiece. That took me about an hour. Then I took another piece of paper and wrote a poem. That must have taken me ten minutes. I looked at the drawing and I looked at the poem. The drawing was dreadful and the poem was ... tolerable, bearable. And it became clear to me that this was more my natural area.
In 1978 ging Ben Okri terug naar Engeland, waar hij vergelijkende literatuurwetenschappen studeerde aan de Universiteit van Essex. Op zijn 19de publiceerde hij zijn eerste roman: Flowers and Shadows. Hij kon zijn studie niet afmaken wegens geldgebrek. Het was een moeilijke tijd voor hem waarin hij veel probeert te schrijven, er weinig gepubliceerd is, en hij regelmatig dakloos is en op straat slaapt. Het grote succes komt met "The Famished Road" waar hij in 1991 de Booker Prize voor fictie mee wint.
Ben Okri wordt soms een magisch-realist genoemd, hoewel hij daar zelf niet mee akkoord gaat. Hij schrijft door zijn ervaringen op sleeptouw te laten nemen door fantasie.
In 1997 hield Okri in Groningen de vijftiende Van der Leeuw-lezing, georganiseerd door de Volkskrant. Zijn co-spreker was Anil Ramdas.

### Romans
- Flowers and Shadows (Harlow: Longman, 1980).
- The Landscapes Within (Harlow: Longman, 1981).
- The Famished Road (London: Jonathan Cape, 1991; London: Vintage, 1992). (Vertaald als: De hongerende weg)
- Songs of Enchantment (London: Jonathan Cape, 1993; London: Vintage, 1994). (Vertaald als: Toverzangen)
- Astonishing the Gods (London: Weidenfeld & Nicholson, 1995; London: Phoenix House, 1995). (Vertaald als: De onzichtbare)
- Dangerous Love (London: Weidenfeld & Nicholson: 1996; London: Phoenix House, 1996). (Vertaald als: Een gevaarlijke liefde)
- Infinite Riches (London: Weidenfeld & Nicholson, 1998; London: Phoenix House, 1998). (Vertaald als: Onmetelijke rijkdom)
- In Arcadia (London: Weidenfeld & Nicholson, 2002; London: Phoenix House, 2003). (Vertaald als: In Arcadië)
- Starbook (London: Rider & Co, 2007)
- The Age of Magic (London: Head of Zeus, 2014).

### Verhalenbundels
- Incidents at the Shrine (London: Heinemann, 1986; Boston: Faber & Faber, 1987; London: Vintage, 1993).
- Stars of the New Curfew (London: Secker & Warburg, 1988; London: Penguin, 1988; London: Vintage, 1999).
- (Een Nederlandse verhalenbundel: De roodbestoven stad. Deze bevat een selectie van bovenstaande bundels)

### Poëziebundels
- An African Elegy (London: Jonathan Cape, 1992; London: Vintage, 1997).
- Mental Fight (London: Weidenfeld & Nicholson, 1999; London: Phoenix House, 1999). (Vertaald als: Gevecht in de geest)

### Non-fictie
- Birds of Heaven (London: Phoenix House, 1996).
- A Way of Being Free (London: Weidenfeld & Nicholson: 1997; London: Phoenix House, 1997).  (Vertaald als: Een vorm van vrijheid)
- Tussen de stille stenen (Amsterdam, De Volkskrant, 1997). 15e Van der Leeuw-lezing

## Prijzen
- 1987 Commonwealth Writers Prize (Africa Region, Best Book) - Incidents at the Shrine
- 1987 Paris Review/Aga Khan Prize for Fiction - Incidents at the Shrine
- 1988 The Guardian Fiction Prize - Stars of the New Curfew (shortlisted)
- 1991 Booker Prize for Fiction - The Famished Road
- 1993 Chianti Ruffino-Antico Fattore International Literary Prize - The Famished Road
- 1994 Premio Grinzane Cavour (Italy) -The Famished Road
- 1995 Crystal Award (World Economic Forum)
- 2000 Premio Palmi (Italy) - Dangerous Love